# 滝沢貞夫
滝沢 貞夫（たきざわ さだお、1934年7月26日 - 2016年11月20日）は、日本の国文学者。信州大学名誉教授。専門は中世和歌で、『詞花和歌集』以後の二十一代集の総索引を作成した業績がある。

## 略歴
新潟県生まれ。長野県長野市育ち。1957年東京教育大学文学部卒業、1959年同大学院修士課程修了。長野県立高校教諭を経て、1968年長野工業高等専門学校助教授、1972年信州大学教育学部助教授、1979年同教授。2000年定年退任、名誉教授。正四位、瑞宝中綬章追贈。

## 著書
- 『しなの文学夜話』信濃毎日新聞社 1982-1984 (信毎選書)
- 『基俊集全釈』風間書房 1988.12 (私家集全釈叢書)
- 『王朝和歌と歌語』笠間書院 2000.1 (笠間叢書)
- 『堀河院百首全釈』風間書房 2004.11 (歌合・定数歌全釈叢書)

## 共編著
- 『古今集総索引』西下経一共編 明治書院 1958
- 『新古今集総索引』明治書院 1970
- 『詞花集総索引』明治書院 1972
- 『千載集総索引』笠間書院 1976 (笠間索引叢刊)
- 『校本堀河院御時百首和歌とその研究 本文・研究編』橋本不美男共編 笠間書院 1976
- 『古今集校本』西下経一共編 笠間書院 1977.9 (笠間叢書)
- 『校本堀河院御時百首和歌とその研究 古注・索引編』橋本不美男共編 笠間書院 1977.4
- 『校本永久四年百首和歌とその研究』橋本不美男共編 笠間書院 1978.3
- 『新勅撰集総索引』明治書院 1982.10
- 『古今和歌集』勉誠社 1983.4 (文芸文庫)
- 『続後撰集総索引』明治書院 1983.11
- 『校本凡河内躬恒全歌集と総索引』酒井修共編 笠間書院 1983.7 (笠間索引叢刊)
- 『新古今和歌集』勉誠社 1984.3 (文芸文庫)
- 『続古今集総索引』明治書院 1984.11
- 『続拾遺集総索引』明治書院 1985.11
- 『新後撰集総索引』明治書院 1986.10
- 『玉葉集総索引』明治書院 1988.3
- 『続千載集総索引』明治書院 1990.3
- 『続後拾遺集総索引』明治書院 1991.1
- 『風雅集総索引』明治書院 1991.7
- 『新千載集総索引』明治書院 1993.6
- 『一茶発句総索引』二澤久昭,梅原恭則,矢羽勝幸,戸谷精三共著 信濃毎日新聞社 1994.11
- 『新拾遺集総索引』明治書院 1999.10
- 『新後拾遺集総索引』明治書院 2001.2
- 『新続古今集総索引』明治書院 2002.2

## 叙位・叙勲
- 正四位、瑞宝中綬章追贈[4]。